# Kruttika Nadig
Kruttika Nadig (* 17. Februar 1988 in Bombay) ist eine indische Schachspielerin.

## Leben
Nach ihrem Studium am Symbiosis College in Pune studiert Kruttika Nadig Wirtschaft am Jyothi Nivas College in Bengaluru, dem früheren Bangalore. Danach studierte sie Journalismus und arbeitete für die Wirtschaftszeitung The Economic Times. Die Schachregeln lernte sie von ihrer Mutter, einer Schulleiterin und Englischlehrerin. Ihr erster Schachtrainer war Mohan Phadke in Pune, sie wurde auch von Raja Ravi Sekhar trainiert. Ihr aktueller Schachtrainer (Stand: 2008) ist T. Purushottaman.

## Erfolge
2003 gewann sie die indische Jugendmeisterschaft und spielte für die indische Mädchennationalmannschaft bei der U16-Olympiade in Denizli (Indien war neben der Türkei einer von zwei Verbänden, die auch mit einer Mädchenmannschaft teilnahmen). 2004 gewann sie die indische Juniorenmeisterschaft. Im selben Jahr erhielt sie den Infosys Young Achiever Award in der Kategorie U18. Im Dezember 2008 gewann sie in Neu-Delhi die 35. Indische Frauenmeisterschaft mit einem Punkt Vorsprung vor Tania Sachdev. Im August 2009 gewann sie vor Tania Sachdev ein Zonenturnier in Neu-Delhi. Für die indische Frauennationalmannschaft spielte sie 2009 sowohl bei der Mannschaftsweltmeisterschaft in Ningbo als auch bei der asiatischen Mannschaftsmeisterschaft in Kalkutta, bei der sie mit Indien den zweiten Platz belegte.
Seit August 2005 trägt sie den Titel Internationaler Meister der Frauen (WIM). Die Normen hierfür erreichte sie bei der 30. Indischen Frauenmeisterschaft im November 2003 in Kozhikode, bei der Juniorinnenweltmeisterschaft im November 2004 in Kochi und beim A-Open in Pardubice im Juli 2005. Sie war damit die erste Frau aus dem Bundesstaat Karnataka, die den WIM-Titel erhielt. 2008 erfüllte sie im Juni beim Internationalen Open in Sort (Lleida), im Juli beim 13. Ciutat de Balaguer und im Dezember bei der 35. Indischen Frauenmeisterschaft Normen für den Frauengroßmeistertitel (WGM), der ihr im März 2009 verliehen wurde. Ihre Elo-Zahl beträgt 2142 (Stand: April 2023), sie wird jedoch als inaktiv geführt, da sie nach dem Frauenturnier der London Chess Classics im Dezember 2013 keine gewertete Partie mehr gespielt hat. Ihre bisher höchste Elo-Zahl war 2387 im Oktober 2008.